# Japachov
Japachov (del ruso: Хапачев) es un jútor del raión de Shovguénovski en la república de Adiguesia de Rusia. Está situado cerca de la orilla sur del río Labá, 8 km al norte de Jakurinojabl y 72 al norte de Maikop, la capital de la república. Tenía 217 habitantes en 2010
Pertenece al municipio Jakurinojablskoye.

## Historia
Japachov fue fundada en 1884 por colonos cosacos en el emplazamiento de un aúl adigué cuyos habitantes, de subetnia japachovi se habían trasladado a Turquía forzosamente. En 1 de enero de 1927 en Japachov vivían 357 personas. Su composición étnica era predominantemente rusa pero también había ucranianos, tártaros y daguestaníes. El primer koljós Novi Byt (Новый быт) fue creado en 1930 y fabricaba ladrillos, cultivaba hortalizas, criaba ganado, producía cereales y otros cultivos, así como productos apícolas. Asimismo contaba con un aserradero. Desde la década de 1920 cuenta con escuela.

## Transporte
A través del jútor pasa la carretera Maikop — Jakurinojabl — Kirov. Este camino vincula la población a la red de carreteras de la región. Las estaciones ferroviarias más cercanas se encuentran a 42 km en las stanitsas Guiaguínskaya y Dondukóvskaya.